# アン・エリザベス・レクター
アン・エリザベス・レクター（Anne Elizabeth Rector、1899年6月26日 - 1970年2月17日）は、アメリカ合衆国の芸術家である。
イノック・J・レクターの娘として生まれたレクターは、アート・スチューデンツ・リーグ・オブ・ニューヨークに学び、ジョン・フレンチ・スローンに師事した。アンは、また風景画をアンドリュー・ダスバーグの下で学んだ。彼女は、エドムンド・ダフィと結婚し、夫妻は、夫が『サタデー・イブニング・ポスト』紙で働き始めたので、1948年にニューヨークへ移り住んだ.。彼女は後に、レクター・スタジオ (Rector Studios) を主宰し、ガラス天板のテーブルの製造を手がけるようになった。彼女の娘は、サージ・アイヴァン・チャマイエフの息子アイヴァン・チャマイエフ (Ivan Chermayeff) と結婚した。
レクターの子どものころの日記は、2004年に出版された。これらの日記は、彼女の死後、年月を経て発見されたもので、1912年当時の彼女の生活が描かれている。